# Dénes Háshágyi
Dans le nom hongrois Háshágyi Dénes , le nom de famille précède le prénom, mais cet article utilise l’ordre habituel en français Dénes  Háshágyi, où le prénom précède le nom.
Dénes Háshágyi de Háshágy (fl. 1483-1536) est militaire et homme politique hongrois qui fut notamment várnagy de Nagykanizsa et député du comitat de Zala.

## Biographie
Dénes Háshágyi est le fils de Mihály Háshágy (fl. 1440–1482), alispán de Zala, le frère de Imre (fl. 1495–1507), protonotaire de Slavonie et le cousin par alliance du vice-ban de Slavonie Osvát Polányi.
Familier (familiár) de la famille Kanizsai, il reçoit de ses derniers en 1523 le domaine de Kehida. Il est percepteur des impôts du comté de Zala (1516) et devient gouverneur (várnagy) de Nagykanizsa à partir de 1525 et député du comitat en 1527. Il est également seigneur de Söjtör depuis 1499.
Háshágyi épousa Katalin Kerecheny de kányaföld (fl. 1538–1547), dont notamment Imre Háshágyi (fl. 1536–1577), alispán de Zala.

## Sources
- András Farkas Ákos,A Zala vármegyei késő középkori köznemesi családok története. A Csébi Pogány család története, ELTE MA Diplomamunka. 2014.
- Tibor Koppány, Egy Vas megyei kastélyépíttető család a középkor és az újkor fordulóján: a hídvégi Polányiak, Folia Historica 30. (Budapest, 2015)I. TANULMÁNYOK